# BYD Han
La BYD Han è un'autovettura prodotta dalla casa automobilistica cinese BYD Auto dal 2020.

## Descrizione
La vettura è stata preceduta dalla concept car presentata al Salone dell'Auto di Shanghai 2019, chiamata E-Seed GT e caratterizza da una carrozzeria di tipo berlinetta a due porte.

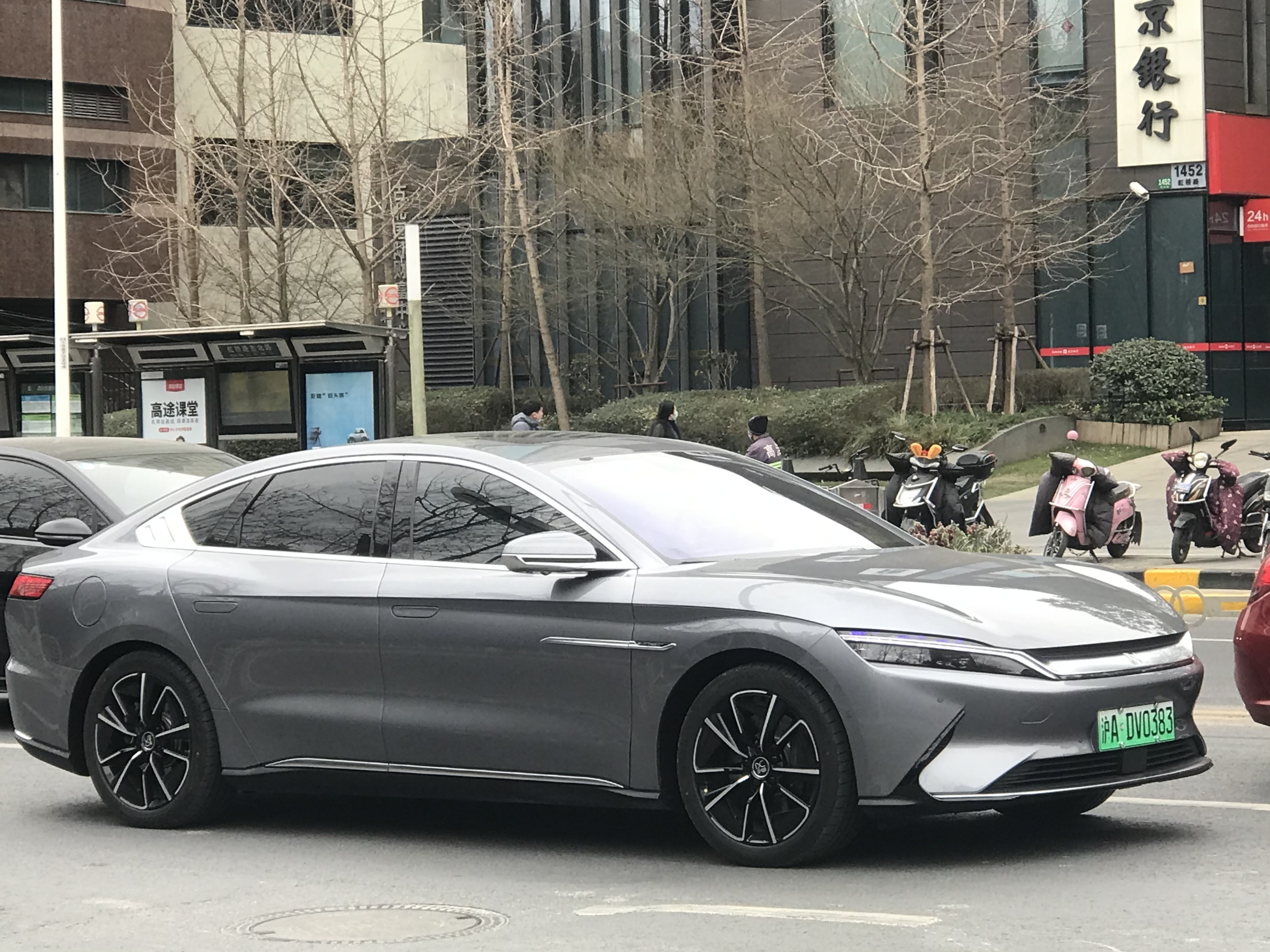
BYD Han EV

Le prime immagini del modello di serie denominato Han sono state pubblicate dalla BYD nel gennaio 2020.
Il modello di produzione è una classica berlina a 4 porte con coda fastback disegnata da Wolfgang Egger. La Han è disponibile con due propulsori: un ibrido plug-in costituito da un motore a benzina turbo da 2,0 litri da 140 kW abbinato a un cambio a 6 marce DCT e a una batteria agli ioni di litio da 15,2 kWh; e un elettrico con motore sincrono a magneti permanenti alimentato da una batteria da 76,9 kWh LFP disponibile nella versione monomotore con 163 kW e a trazione integrale bimotore con l'aggiunta di un'unità elettrica da 200 kW, per un complessivo di 363 kW (487 CV). Nel primo caso l'autonomia massima è di 605 km, nel secondo è di 487 km, entrambe nel ciclo di omologazione cinese CLTC.
Questo tipo di batteria occupa meno spazio rispetto a una batteria a litio convenzionale della stessa capacità.
Il 20 luglio 2021 viene prodotto l’esemplare numero 100.000.
A febbraio 2024 viene presentato un aggiornamento con la tensione di ricarica che passa a 620 V mentre la capacità di ricarica aumenta da 120 a 155 kW, consentendo una ricarica dal 30% all'80% in 25 minuti.